# 한산동
한산동(韓山童, ?~ 1351년)은 원나라 시대 말기 홍건도(홍건적)의 지도자 중 일원이다. 한산동은 본래 하북의 난성(欒城) 출신으로 그의 선조는 대대로 백련교의 지도자였는데, 한산동은 자신을 스스로 송 휘종(宋 徽宗) 8세손이라고 주장하였다. 1351년 (지정 11년) 5월, 원 순제가 황하 치수공사를 위해 대규모의 양민을 부역시키자 이를 계기로 영주에서 반란을 일으키려 했으나, 일이 발각되어 지방관이 보낸 군대에 사로잡혀 처형당했다. 이후 그의 부하였던 유복통이 한산동의 어린 아들이었던 한림아를 지도자로 추대하고 봉기하였다.

## 같이 보기
- 한림아
- 유복통
- 백련교
- 홍건적의 난